# Градец (община Виница)
Вижте пояснителната страница за други значения на Градец.
Градец (на македонска литературна норма: Градец) е село в община Виница, Северна Македония.

## География
Селото е разположено южно от град Виница, в северното подножие на планината Плачковица.

## История
В XIX век Градец е едно от изцяло турските села в района. Според статистиката на Васил Кънчов („Македония. Етнография и статистика“) от 1900 г. Градец има 700 жители, всички турци.
След Междусъюзническата война в 1913 година селото попада в Сърбия.
Според Димитър Гаджанов в 1916 година в Градец живеят 754 турци и 15 цигани мохамедани.
На 30 юли 1997 година е поставен темелният камък на църквата „Свети Илия“ от митрополит Стефан Брегалнишки. Осветена е на 19 ноември 2011 г. от владиката Иларион Брегалнишки.
Според преброяването от 2002 година селото има 1245 жители, от които 1215 са се определили като македонци, 9 турци, 21 роми.